# Țânțar comun
Țânțarul comun sau țânțarul obișnuit, țânțarul domestic (Culex pipiens) este, ca și musca, unul dintre reprezentanții cei mai banali ai numeroaselor specii de culicide. Este o specie comună în România și Republica Moldova.

## Morfologie
Are o lungime de 3-6 mm, cu corpul zvelt, este acoperit cu solzi fini, aurii, pe corp și pe picioare, cu trompa îndreptată înainte, palpii maxilari sunt cu mult mai scurți decât trompa la femelă, lungi cât trompa la mascul. Aripile nu sunt pătate. Marginea anterioară a tergitelor este brună, picioarele brune. Adultul în timpul repausului se așază paralel cu suprafața suportului, cu vârful abdomenului puțin înclinat spre suport.

## Taxonomie
Complexul Culex pipiens include 4 specii specii de țânțari: Culex pipiens L. , Culex quinquefasciatus Say, Culex australicus Dobrotworsky & Drummond și Culex globocoxitus Dobrotworsky, răspândite în întreaga lume, care sunt evoluționar strâns înrudite și greu de diferențiat morfologic. Există două subspecii recunoscute de Culex pipiens: Culex pipiens pipiens, răspândită în Lumea Veche din nordul Europei până în zonele muntoase din Africa de Sud, și Culex pipiens pallens, răspândită la est de Urali în Asia temperată. Mai mult decât atât, Culex pipiens are două bioforme – molestus și pipiens – care se deosebesc prin unele particularități biologice, inclusiv reproducerea și preferințele trofice.

## Reproducere
Se înmulțește prin ouă, pe care femela le depune într-o pontă ce plutește pe suprafața apei. Larvele se pot dezvolta în tot felul de ape, chiar și foarte murdare, unde, pentru a respira, stau atârnate cu capătul posterior de suprafața apei, fiind metapneuste. Femela se hrănește cu sângele pasărilor, mamiferelor, inclusiv omul. Masculul consumă suc și nectar vegetal.

## Comportament

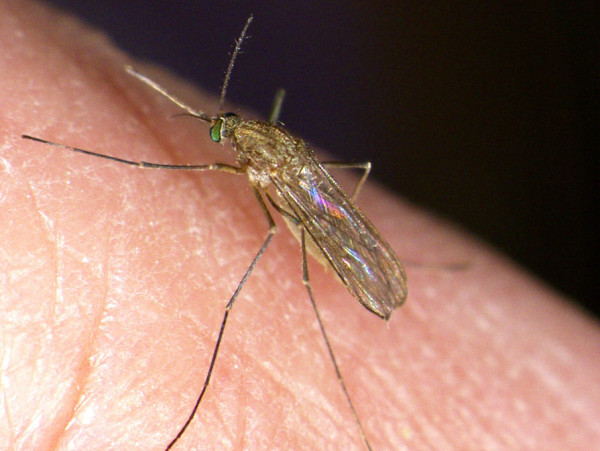
Femela de Culex pipiens sugând sânge

Emite un bâzâit constant, țiuitor, supărător, care în tăcerea nopții poate fi auzit perfect.
Forma pipiens (Culex pipiens pipiens forma pipiens, forma rurală sau forma de exterior) este anautogenă (femela trebuie să se hrănească cu sânge pentru a depune ponta), eurigamă (pentru înmulțire necesită un teritoriu întins), heterodinamă (intră în diapauză în timpul iernii) și ornitofilă (se hrănește cu sângele păsărilor), larvele populează habitate acvatice exterioare, dezvoltându-se în orice mică baltă pe sol, în locuri mlăștinoase, în apele uzate deversate necorespunzător, etc. din zonele rurale sau periurbane sau turistice. Adesea, densitățile larvelor sunt impresionante. Această formă înțeapă afară în aer liber, în principal păsările.
Forma molestus sau autogenicus (Culex pipiens pipiens forma molestus, forma urbană sau forma de interior, numită și țânțarul domestic, țânțarul de apartament) este autogenă (femela este capabilă să depună prima pontă fără a se hrăni cu sânge, dar când are posibilitatea să o facă, ea manifestă o puternică antropofilie), stenogamă (se poate împerechea în spații restrânse), homodinamă (rămâne activă în perioada de iarnă) și antropofilă (trăiește pe lângă așezările omenești, hrănindu-se cu sângele oamenilor), larvele populează acumulări de apă care se formează în interioare ca subsolurilor inundate ale multor blocuri din orașe, pivnițele inundate, canale de scurgere, apa fiind aici bogată în material organic, temperatura menținând-se destul de ridicată în tot timpul anului, ceea ce permite dezvoltarea permanentă a larvelor. Această formă trăiește în case sau apartamente și înțeapă noaptea în principal mamiferele și mai ales omul. Pătrunderea țânțarilor în apartamente se face prin ferestrele deschise, casa scării și prin canalele termice de la un bloc la altul, chiar și în cele cu subsoluri uscate.

## Interacțiunea cu omul
Pe lângă disconfortul pe care îl produc prin înțepăturile lor, care uneori se complică cu o urticarie, acești țânțari pot transmite omului câțiva viruși, care provoacă boli deosebit de grave, și anume: virusul West Nile, virusul febrei Rift Valley, virusul encefalitei de Saint Louis.